# 亀戸七福神
亀戸七福神（かめいどしちふくじん）は、東京都江東区の6ヶ所の寺社に祀られている七福神の巡礼札所。第二次世界大戦中に一時中断したが、1978年（昭和53年）に再開した。

## 亀戸七福神の一覧
- 龍眼寺（布袋尊）

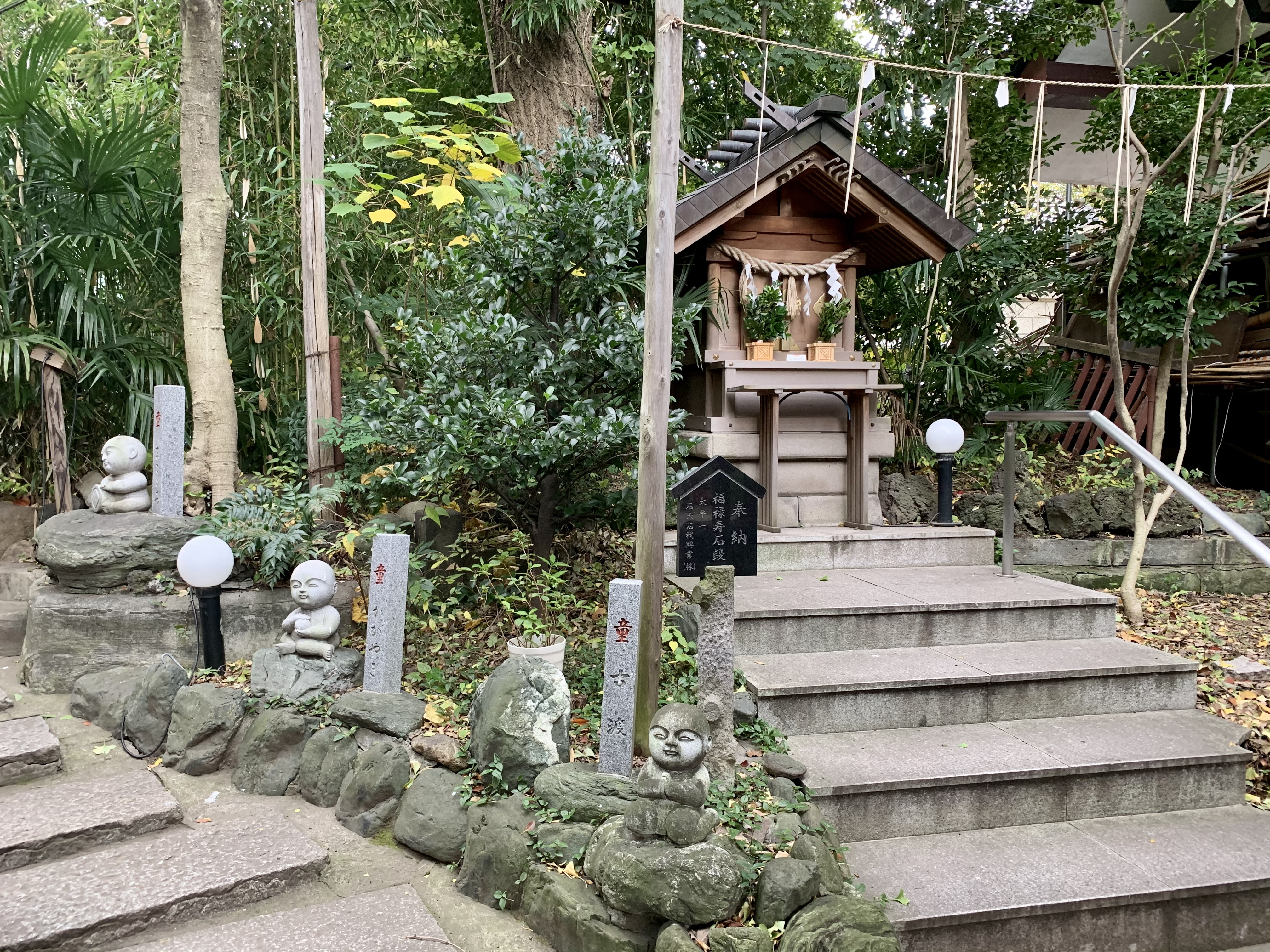
天祖神社（福禄寿）
- 普門院（毘沙門天）
- 香取神社（恵比寿神・大黒神）
- 東覺寺（弁財天）
- 常光寺（寿老人）

- 福禄寿（天祖神社）